# Casla
Casla é um município da Espanha na província de Segóvia, comunidade autónoma de Castela e Leão, de área 17,57 km² com população de 158 habitantes (2007) e densidade populacional de 9,50 hab/km².

## Demografia
| Variação demográfica do município entre 1991 e 2004 | Variação demográfica do município entre 1991 e 2004 | Variação demográfica do município entre 1991 e 2004 | Variação demográfica do município entre 1991 e 2004 |
| --------------------------------------------------- | --------------------------------------------------- | --------------------------------------------------- | --------------------------------------------------- |
| 1991                                                | 1996                                                | 2001                                                | 2004                                                |
| 150                                                 | 155                                                 | 151                                                 | 167                                                 |